# Jessica Melbourne-Thomas

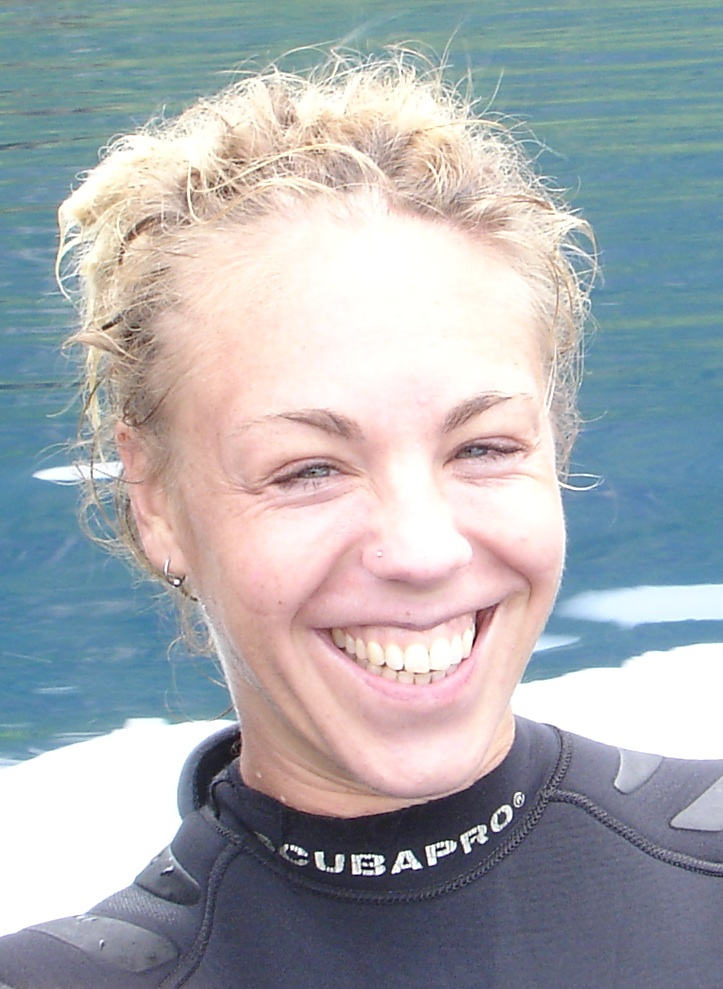
Jessica Melbourne-Thomas

Jessica Melbourne-Thomas  (* 20. Jahrhundert in Tasmanien, Australien) ist eine australische Meeresbiologin und Ökologin. Sie verwendet mathematische Modelle, um zu untersuchen, wie marine Ökosysteme in Zukunft auf den Klimawandel reagieren könnten. Sie leitete 2016 eine weibliche Wissenschaftlergruppe in die Antarktis.

## Leben und Werk
Melbourne-Thomas studierte Biologie und Mathematik und erhielt 2002 ihren Bachelor-Abschluss an der University of Tasmania. Anschließend studierte sie Meereswissenschaften von 2003 bis 2005 mit einem Rhodes-Stipendium an der University of Oxford, wo sie eine Forschungsreise nach Indonesien unternahm. Hier lernte sie ihren späteren Mann kennen, mit dem sie zwei Kinder bekam.  Nach ihrer Rückkehr nach Australien arbeitete sie in einem Tauchgeschäft, wo sie ihren ehemaligen Universitätsbetreuer, den Ökologen Craig Johnson, traf und wieder ihr Studium aufnahm. Sie promovierte 2010 bei Johnson in quantitativer Meereswissenschaft am Institute of Marine and Antarctic Studies der University of Tasmania.  Sie wurde dann Forschungswissenschaftlerin an dem Antarctic Climate and Ecosystems Cooperative Research Center der University of Tasmania und Projektleiterin des Antarctic Climate Ecosystems Cooperative Research Center an der University of Tasmania, wo sie an Bord der Aurora Australis segelte, um Meereisstudien durchzuführen.
2014 war sie Mitbegründerin des internationalen Netzwerks Women in Polar Science. Zusammen mit dem Unternehmer Fabian Dattner war sie 2016 außerdem Mitbegründerin der ersten Homeward Bound Voyage, einer von Australien geführten globalen Initiative zur Förderung der Führungsrolle von Frauen in der Wissenschaft. Das Homeward Bound-Projekt war 2016 die bisher größte rein weibliche Expedition in die Antarktis. Die für die Expedition ausgewählten Teilnehmerinnen starteten von der Stadt Ushuaia in Argentinien die 20-tägige Reise, in der sie sich der Erforschung der Auswirkungen des Klimawandels im südlichsten Teil des Planeten widmeten. Zu den Teilnehmerinnen gehörten 76 Frauen aus den unterschiedlichsten Bereichen, von Astronominnen, Ingenieurinnen, Physikerinnen und Sozialwissenschaftlerinnen, wobei diese Reise die bisher größte rein weibliche Expedition in die Antarktis war. Im Februar 2018 unternahm eine zweite Gruppe von 80 Frauen die zweite Expedition. Für die Gründer gibt es ein ultimatives Ziel: über einen Zeitraum von 10 Jahren ein globales Kollektiv von 1000 Frauen mit wissenschaftlichem Hintergrund aufzubauen, die gerüstet sind, Führungsrollen zu übernehmen, die Politik zu gestalten und sich für Veränderungen einzusetzen.
Melbourne-Thomas war 2019 eine der Hauptautorinnen des Sonderbericht über die Ozeane und die Kryosphäre in einem sich wandelnden Klima des Weltklimarates IPCC.  Sie ist Co-Moderatorin des Massive Open Online Course (MOOC) auf Open2Study mit dem Titel Marine and Antarctic Science.
Melbourne-Thomas war 2017 eine von 12 bekannten Wissenschaftlerinnen, die im Rahmen der Balance the Equation Initiative von General Electric als Sternbild an der Decke der Grand Central Station (New York City) zu sehen war.

## Auszeichnungen und Ehrungen
- 2003–2005: Rhodes-Stipendium
- 2015: Tasmaniens Young Tall Poppy of the Year
- 2017: Women’s Agenda Leadership Awards (Finalist)
- 2017: Science and Technology Australia, 30 Superstars von STEM[12]
- 2019: Alumni Achievement Award, University of Tasmania[13]
- 2020: Tasmanian Australian of the Year[14][15]

## Veröffentlichungen (Auswahl)
- mit S. Wotherspoon, B. Raymond, A. Constable: Comprehensive evaluation of model uncertainty in qualitative network analyses. Ecological Monographs. 82 (4), S. 505–519, 2012.
- mit Andrew Constable, Simon Wotherspoon, Ben Raymond, Yan Ropert-Coudert: Testing Paradigms of Ecosystem Change under Climate Warming in Antarctica. PLoS ONE, 8 (2), 2013.
- mit Martin Pierre Marzloff,  Katell G. Hamon, Erico Hoshino, Sarah Jennings, Ingrid E. van Putten,  T. Gretta: Modelling marine community responses to climate-driven species redistribution to guide monitoring and adaptive ecosystem-based management. Global Change Biology, 22 (7), S. 2462–2474, 2016.
- mit Melbourne-Thomas, J.; Corney, S. P.; Trebilco, R.; Meiners, K. M.; Stevens, R. P.; Kawaguchi, S.; Sumner,  * mit A. J. Constable: Under ice habitats for Antarctic krill larvae: Could less mean more under climate warming?. Geophysical Research Letters, 43 (19), 10, S. 322–327, 2016.
- mit DM Bergstrom, BC Wienecke, J van den Hoff, L Hughes, D.B. Lindenmayer et al: Combating ecosystem collapse from the tropics to the Antarctic. Global change biology 27 (9), S. 1692–1703, 2021.